# Lilo Viejo
Lilo Viejo es una localidad argentina ubicada en el departamento Moreno de la provincia de Santiago del Estero. Se halla en un cruce de cuatro rutas provinciales: 46, 100, 174 y 103. La ruta 46 la vincula al sudeste con Tintina, la 100 al oeste con Bandera Bajada, la 103 al sur con Libertad y la 174 al noroeste con Patay.
El agua se obtiene de dos aljibes. Cuenta con un centro de salud y destacamento policial.

## Población
Cuenta con 416 habitantes (Indec, 2010), lo que representa un incremento del 71,9% frente a los 242 habitantes (Indec, 2001) del censo anterior.
| Gráfica de evolución demográfica de Lilo Viejo entre 1991 y 2010 |
|                                                                  |
| Fuente: Censos nacionales del INDEC                              |